# 东京大学地震研究所

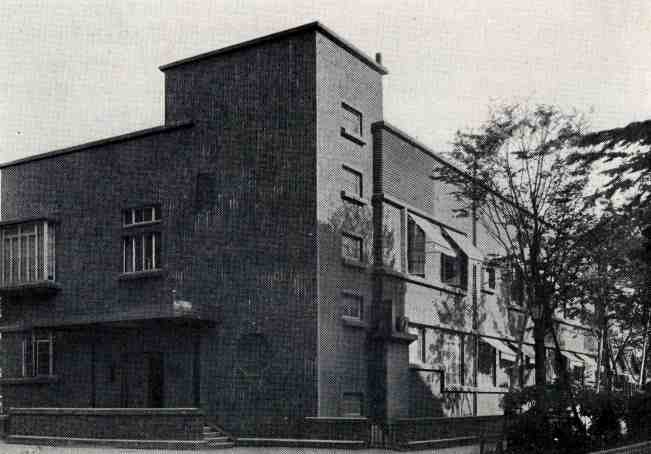
设立之初的东京大学地震研究所（摄于1934年）。由时任东京大学工学部教授内田祥三设计，采用了抗强烈地震的结构设计

东京大学地震研究所（日语：東京大学地震研究所，羅馬化：Tokyo Daigaku Jishin Kenkyu-jo，简称ERI）是一所由文部省于1925年创立的研究所，主要研究方向为地震学和火山学，附属于东京大学。现所址为东京大学弥生校区，下属4个研究部门、7个附属科研设施（中心）和2个行政部门，另设有咨询委员会和教授会。现有教职员160人、大学院生70人，现任所长为小原一成。

## 历史沿革
东京大学地震研究所的前身为1892年设立的文部省震灾预防调查会。1925年11月13日，即在1923年关东大地震之后，文部省宣布重组原调查会，在东京大学设立研究所。1994年，为开展新项目研究，决定将该研究所办成附属于东京大学的全国开放型研究所，将原有的18个部门、2个中心和16个观测设施改组合并为4个部门、4个中心和2个观测台站，成为现今的东京大学地震研究所。
东京大学地震研究所建立初期的研究楼竣工于1928年6月。但由于研究规模的增加，原来的研究楼空间不足，对研究造成了影响。因此，1970年3月，东京大学地震研究所迁入东京大学农学部2号馆内，后更名为地震研究所2号馆。2012年春季，为了解决东日本大地震重要课题，东京大学地震研究所成立了巨大地震海啸灾害预测研究中心，旨在通过最大限度地利用高速计算机的性能，对地震海啸灾害预测进行研究。

## 现况
东京大学地震研究所现所址为东京大学弥生校区地震研究所2号馆（即东京都文京区弥生1-1-1），下属4个研究部门、7个附属科研设施（中心）和2个行政部门，另设有咨询委员会和教授会。现有教职员160人、大学院生70人，现任所长为小原一成。目前，东京大学地震研究所以“通过与地球的对话来减轻地震、火山灾害”（地球との対話を通じて地震・火山災害の軽減につなげる）为目标，不仅通过观测地震、火山现象，还需要全面理解其成因。为实现这个目的，针对固体地球科学领域的各种问题，推进了野外观测、室内实验、理论研究的综合性和尖端的研究。在地震和火山喷发的预测等方面，以减轻灾害为目标的全国共同研究中，与相关研究者进行合作，进行相关研究的企划和立案。
东京大学地震研究所附属图书馆设立于地震研究所2号馆的3层，目前共有藏书约6万册、刊物约2500本。自1996年起，东京大学地震研究所每年定期发布一期以地震研究所研究活动为焦点的技术研究报告。另自2001年起，每年定期发布一期以地震研究所活动概要为焦点的年报。

## 下属部门
东京大学地震研究所共下属4个研究部门、8个附属科研设施（中心）和2个行政部门，另设有咨询委员会和教授会。

| - 数理系 - 地球计测系 - 材料科学系 - 灾害科学系 - 地震预知研究中心 - 火山喷火预知研究中心 - 海半球观测研究中心 - 高能地球物理学研究中心 - 地震火山喷火预知研究推进中心 - 观测开发基础中心 - 地震火山情报中心 - 巨大地震海啸灾害预测研究中心 | - 情报处理室 - 技术开发室 - 综合观测室 - 图书室 |

## 研究项目
| 地震火山史料联合研究机构                                     | 2017年－2024年 | 东京大学地震研究所与历史资料馆的合作项目。由历史学家和地震学家通过合作收集历史资料，整理并分析日本的地震活动和火山活动，最终达到建立一个古地震科学数据库的目标。                                                             |
| 慢地震学                                                     | 2016年－2020年 | 通过传统的地震学，融合材料科学和非平衡统计物理学的方法，对慢地震进行研究，分析出慢地震的发生形式和发生原理等。 |
| 日本海地震、海啸调查项目                                     | 2013年－2020年 | 以2011年日本东北地方太平洋近海地震为契机，针对日本海侧强烈地震（如1983年日本海中部地震和1993年北海道西南近海地震）引起的海啸进行调查。                                                                                       |
| 移动式重力仪系统的改进以及实际海域的验证试验糸鱼川静冈构造线 | 不明           | 为响应日本相关海洋政策，针对2007年7月实施的基本海事法中提及到的基本海洋计划，研究钴的开发，在未来十年左右将海底开发商业化。                                                                                                  |
| 减轻城市脆弱性造成的灾难性灾害项目                           | 2012年－2016年 | 从2011年日本东北地方太平洋近海地震中吸取教训，以减轻城市灾害为目的，在五年时间内对其相关领域进行研究。 |
| 立川断层重点调查观测项目                                     | 2012年－2014年 | 受文部科学省委托的观测项目。旨在预测立川断层可能发生的地震的规模以及对强烈地震发生可能性的长期评估。 |
| 普通的海洋地幔                                               | 2010年－2014年 | 通过运用项目特别研究小组自主研发的海底地震和电磁观测技术，并运用潜艇观测，对岩石圈－软流圈边界物理学进行研究。 |
| 青年研究人员自主研究环境促进推广计划                         | 2007年－2011年 | 通过该项目，旨在建立一个支持特别优秀青年研究人员的平台，邀请国际上获得项目资格的年轻研究人员，在一定时期内提供启动资金和研究场地等。                                                                                         |
| 东北地方太平洋近海地震与海啸的调查观测                       | 2011年－2013年 | 本项目启动于2011年日本东北地方太平洋近海地震之后。受到该强烈地震影响，未来发生较大的余震和海啸的可能性很大。因此，启动该项目，对相关震区进行调查观测和研究，分析出该震区地震和海啸的发生机制，并收集有助于防灾和减灾的信息。 |
| 应力集中区重点观察研究项目                                   | 2007年－2012年 | 本项目以2004年新潟地震为契机，旨在重点研究相似的应力集中区，对其发震原因等进行详细研究。 |
| 首都直下型地震防灾·减灾特别项目                              | 2007年－2011年 | 在地震调查委员会发布对南关东地区及其他地区的地震长期预测报告的背景下，为减少强烈地震对都市造成的破坏，特别启动了本项目。 |
| 印度尼西亚地震火山综合防灾措施                               | 2008年－2012年 | 由于印度尼西亚与日本都是地震多发国家，东京大学地震研究所根据两国的实际情况，运用日本的长期经验，与印度尼西亚合作开展本项目，旨在为两国的减灾工作做出贡献。                                                                   |
| 丝鱼川－静冈构造线断裂带重点调查观测项目                     | 2005年－2009年 | 对糸鱼川静冈构造线进行调查观测的项目。 |
| 南海、东南海地震的相关研究项目                               | 2003年－2007年 | 项目旨在对南海海槽特大地震潜在的震源域进行研究。 |
| Stagnant Slab：地幔动力学的关键词                            | 2004年－2008年 | 地球板块俯冲进入地幔的过程中，往往会经历一段停滞在过渡地区的过程，然后才落入下地幔。该项目启动的目的即分析出板块短期停滞的原因。                                                                                             |
| 海半球（海半球网络计划）                                     | 1997年－2001年 | 针对在固体地球科学领域的新发现，旨在建立和研究海半球的观测网络。 |
| 2007年能登半岛地震综合研究                                   | 2007年         | 针对2007年能登半岛地震开展的综合研究，对震源断层和震区构造进行研究。 |
| 大都市圈地壳构造调查                                         | 2002年－2006年 | 通过对日本大都市圈的地壳构造进行调查，打下建立防震措施的科学技术基础。 |
| 注释：■绿色背景为正在进行的项目，■蓝色背景为已经完成的项目。 |                | |